# Diphuduhudu
Diphuduhudu est une ville du Botswana.